# Karoline Leavittová
Karoline Claire Leavitt (24. srpna 1997, Atkinson, New Hampshire, Spojené státy americké) je americká politická asistentka republikánské strany a tisková mluvčí amerického prezidenta ve druhé Trumpově prezidentské administrativě. Leavittová pracovala rovněž jako mluvčí společnosti MAGA a jako asistentka bývalé tiskové mluvčí Kayleigh McEnanyové při prvním prezidentství Donald Trumpa.
Leavittová se snažila získat mandát ve Sněmovně reprezentantů v roce 2022. Leavittová vyhrála primární volby republikánské strany, avšak křeslo nezískala, protože prohrála proti demokratickému kandidátovi Chrisu Pappasovi.
Donald Trump si Leavittovou zvolil jako svoji tiskovou mluvčí před inaugurací do svého druhého volebního období v listopadu 2024. Leavittová tak nahradila Karine Jean-Pierreovou na pozici mluvčí Bílého domu.

## Mládí a vzdělání
Karoline Leavittová se narodila ve městě v Atkinson ve státě New Hamsphire. Od mládí byla Leavittová vedena ke katolické víře. Její rodina v nedalekém městě Plaistow vlastní obchod se zmrzlinou a obchod s ojetými auty. Leavittová absolvovala Central Catholic High School ve městě Lawrence, které se nachází ve státě Massachusetts. Už při studiu na střední škole rozšiřovala republikánské myšlenky ve studentské televizi. Poté nastoupila Leavittová na Saint Anselm College. Na zmíněnou vysokou školu se dostala kvůli stipendiu pro univerzitní hráče softballu.
Už na univerzitním kampuse podporovala Leavittová politiku Donalda Trumpa. Leavittová bránila Trumpovo rozhodnutí o omezení vstupu uprchlíku na území Spojených států amerických i jeho útoky vůči médiím v univerzitních novinách v roce 2024. Leavittová pracovala pro televizní stanici WMUR-TV při studiu na vysoké škole. Leavittová promovala v roce 2019 z dvojoboru Komunikace a Politologie a získala titul bakalář.

## Kariéra
Při svém studiu na Saint Anselm College pracovala Leavittová jako internistka pro Fox News. V létě před svým posledním rokem na vysoké škole pracovala jako internistka pro White House Office of Presidential Correspondence. Po své promoci v roce 2019 se na pozici vrátila a později přešla tiskového týmu Bílého domu jako asistentka tehdejší Trumpovy mluvčí Kayleigh McEnannyové. Po skončení Trumpového mandátu si Leavittovou najala Elisa Stefaniková – republikánská členka Sněmovny reprezentantů z New Yorku.

### Kongresová kampaň v roce 2022
Leavittová oznámila svoji kandidaturu do Sněmovny reprezentantů za 1. obvod města New Hamsphire v roce 2022. Kampaň byla vedena s důrazem na konzervativní hodnoty, snížení daní, silné vymáhání práva a legální držení střelných zbraní. Při republikánských primárních volbách získala Leavittová značkou pozornost jako bývalá členka první Trumpovy prezidentské administrativy.
Leavittová získala podporu Lauren Boebertové, Teda Cruze a Elis Stafinikové svým drzým stylem argumentace při obhajobě Trumpových politických rozhodnutí. Sama Leavittová kritizovala svého protikandidáta Matta Mowerse za netransparentní financování jeho kampaně mimo republikánské PAC. Americká novinářka Annie Karne z The New York Times označila volbu mezi oběma kandidáty jako volbu mezi různými styly komunikace o stejné policy.
V září 2022 vyhrála Leavittová republikánské primární volby a porazila předpokládaného vítěze Mowerse asi o 10 bodů. Donald Trump jí poblahopřál k úspěchu „všemu navzdory". Ve 25 letech se stala druhou zástupkyní generace Z, která vyhrála kongresové primární volby po Maxwellu Frostovi o měsíc dříve. Poté, co ve všeobecných volbách prohrála proti demokratickému protikandidátovi Chrisu Pappasovi o 8,2 % hlasů, pracovala pro řadu klientů. Odmítla znovu kandidovat v roce 2024.
Členové organizace End Citizens United podali podnět na prošetření kampaně Leavittové do Kongresu k Federální volební komisi. Podavatelé si stěžovali, že Leavittová přijala při kampani vyšší obnos peněžitých darů, než činí zákonný limit. Leavittová nikdy nevrátila navíc vybrané peníze. Až v roce 2025 zveřejnila celkový obnos celkem 17 dluhů ve výši 326 370 amerických dolarů, z nichž téměř 200 tisíc tvořilo překročení zákonné hranice. Zmíněnou část Leavittová nikdy zpět nevrátila, čímž porušila zákony o financování volebních kampaní.

### Mluvčí MAGA a konzervativní komentátorka
Leavittová se stala mluvčí společnosti MAGA Inc. v dubnu 2023.
Leavittová publikovala sérií názorových editoriálů na řadě konzervativních webech. Texty obsahovaly podněty a obhajobu Gua Wenguia – čínského podnikatele v americkém exilu a spolupracovníka Steva Bannona, který byl obviněn z podvodu na svém finanční podporovatele.
Leavittová uvedla v prohlášení pro Mother Jones, že články napsala sama a odmítla se vyjádřit k tomu, jestli za napsání článků dostala od Wenguia zaplaceno. Editorialy, které byly napsané Leavittovou, byla staženy z Townhallu kvůli porušení pravidel pro příspěvky.

### Tisková mluvčí v Trumpově administrativě
Leavittová přijala pracovní pozici národní mediální sekretářky pro Trumpovu prezidentskou kampaň v lednu 2024. Při jednom výstupu na CNN byla Leavittová umlčena při argumentaci ohledně kvality tamějších moderátorů. Pokus o zastřelení Donald Trumpa byl důvodem, proč se Leavittová vrátila rychle do práce po porodu syna v červenci 2024.
Donald Trump si Leavittovou zvolil jako svoji tiskovou mluvčí při nástupu do Bílého domu. Leavittová tak bude nahrazovat Karine Jean-Pierreovou na pozici mluvčí.
Leavittová vedla první tiskovou konferenci v Bílém domě dne 28. ledna 2025. Při své premiéře jako mluvčí Leavittová informovala, že nezávislí novináři a influenceři budou součástí dalších brífinků. Při tiskové konferenci Leavittová novinářům sdělila: „50 milionů dolarů od daňových poplatníků šlo na financování kondomů v Gaze.“ Trump sdílel vyjádření Leavittové na sociálních sítích, i když se jednalo o lež.
Americký federální soudce John McConnell citoval tweety Leavittové ve svém rozhodnutí týkající se soudního příkazu v souvislosti s pokusem prezidenta Trumpa o zmrazení federálního financování. McConnell zablokoval Trumpův příkaz ohledně zmrazení federálního financování.
Leavittová oznámila, že zaměstnanci Bílého domu budou vybírat novináře, kteří budou mít povolený přístup k prezidentovi a na tiskové konference, v únoru 2025. Zástupci White House Correspondents' Association – organizace, která sdružuje mediální reportéry z Bílého domu – označili rozhodnutí druhé Trumpovy administrativy jako „narušení nezávislosti tisku ve Spojených státech amerických“. Při debatní roztržce mezi Donaldem Trumpem a ukrajinským prezidentem Volodymyrem Zelenském vyvedla Leavittová zástupce ruské agentury TASS, který nebyl na oficiálním seznamu pozvaných novinářů.
V březnu 2025 Leavittová nepotvrdila, jestli někdo přišel o práci kvůli skandálu se skupinovou konverzací s názvem Houthi PC small group na platformě Signal. Při incidentu se omylem dostal novinář Jeffrey Goldberg do uzavřené konverzace, jejíž účastníci byli i Pete Hegseth, J. D. Vance, Stephen Miller nebo Michael Waltz. Účastníci sdíleli plány o chystaném útoku na Jemen v chatu. Hegseth popřel, že by ve skupině sdílel vojenské zprávy. Leavittová reagovala na situaci při tiskové konferenci tak, že označila Goldberga a jeho ženu za šiřitele propagandy Demokratické strany. Vyslovila při tom spojení jako „antitrumpovský hater“ nebo „milovník hoaxů“ na adresu novináře.
Francouzský politik a předseda strany Place Publique Raphaël Glucksmann sdělil na adresu Američanů v dubnu 2025: „Vraťte nám sochu Svobody. Američané se přiklonili na stranu tyranů. Vyhodili vědce za to, že projevili vědeckou svobodu. Dali jsme vám ji jako dar, ale vy jí zjevně pohrdáte. Takže tady u nás jí bude dobře.“ Leavittová na vyjádření reagovala: „V žádném případě. Tomu nízko postavenému neznámému francouzskému politikovi radím, aby (Francii) připomněl, že jen díky Spojeným státům teď Francouzi nemluví německy.“ Ve stejném měsíci odmítla odpovědi reportérovi na dotaz ohledně uzavření observatoře s tím, že administrativní pracovníci neodpovídají dle interních zásad na dotazy od novinářů, jejichž podpis v e-mailu obsahuje preferované zájmeno při oslovení.

## Osobní život
Manžel Leavittové Nicholas Riccio je majitelem firmy, která podniká v oblasti realit. Leavittová porodila svého syna v červenci 2024. Krátce po porodu se vrátila do práce. Leavittová se spoléhá při péči o dítě na svoji rodinu a manžela. Obhajuje soukromé vzdělávání a své katolické vzdělání oceňuje za vštěpování pro-life hodnot, disciplíny a důležitosti služby pro stát. Český novinář Oldřich Mánert z redakce iDNES.cz popsal vzhled Leavittové slovy „jiskra v oku a třicítka daleko“ a uvedl, že si ji Trump zvolil jako mluvčí kvůli chytrosti, drsnosti vůči novinářům a efektivnímu hlasu při předávání myšlenek jeho administrativy. Leavittová se modlí před každou tiskovou konferencí. Při popisu Leavittové bulvární novináři z bulvárního deníku Blesk zdůraznili její věk a upřednostnění kariéry před výchovou dítěte. Novinář Filip Kalčák z CNN Prima News označil manžela Leavittové za multimilionáře a její pozici mluvčí jako „zřejmý vrchol kariéry“.
Čínský diplomat Zhang Zhisheng v dubnu 2025 komentoval dresscode Leavittové slovy: „Obviňovat Čínu je byznys. Nakupovat v Číně je život. Krásnou krajku na šatech poznal zaměstnanec čínské společnosti jako svůj výrobek.“ Kriticky glosoval Leavittinovu volbu červených šatů na tiskové konferenci Bílého domu při trvající celní válce mezi Čínou a Spojenými státy americkými. Česká publicistka Karolína Minaříková Krupková popsala módní styl Leavittové jako Old money style, kdy se snaží působit elegantněji a starší, než je ve skutečnosti.